# 東大寺法華堂

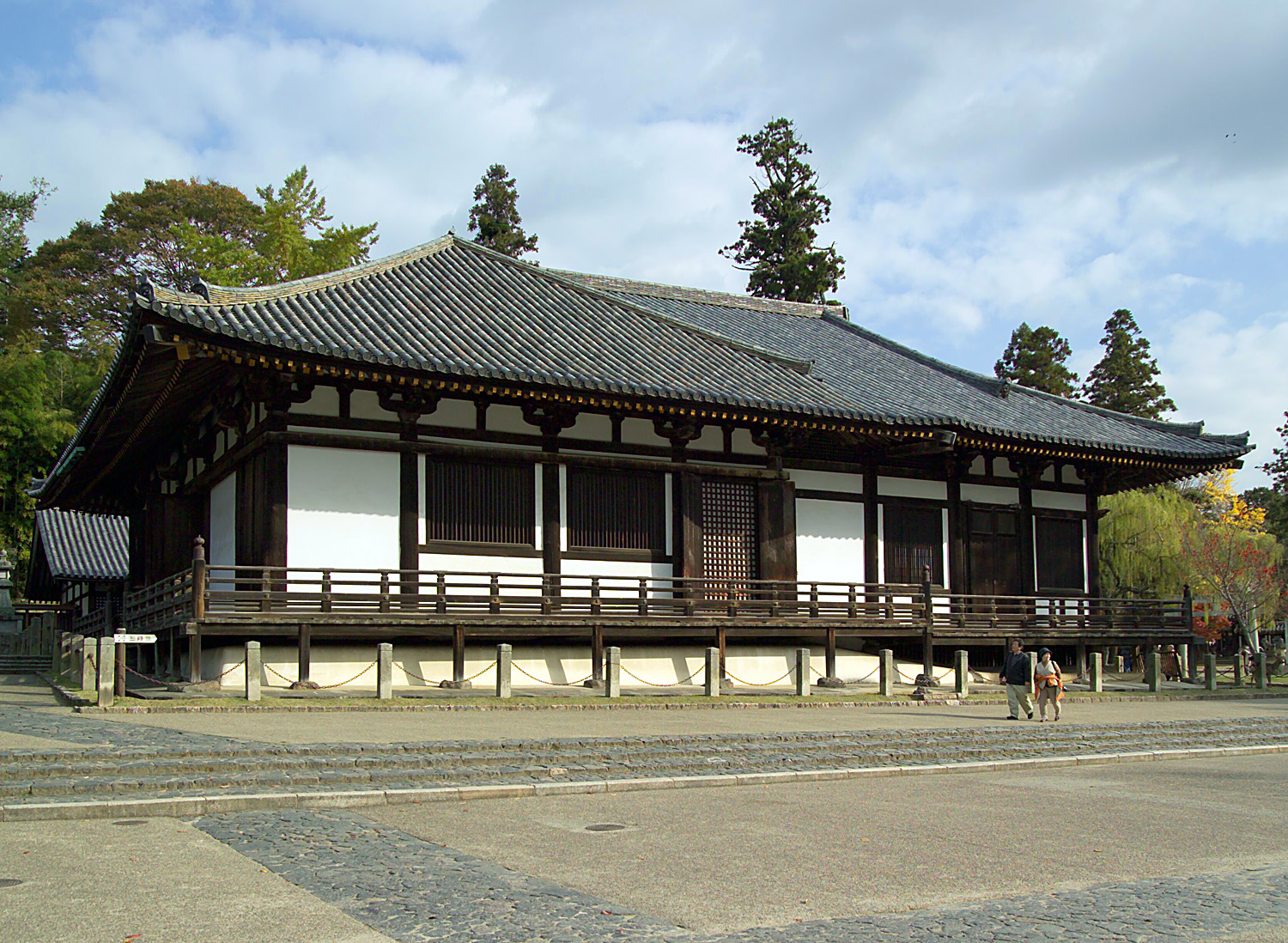
法華堂

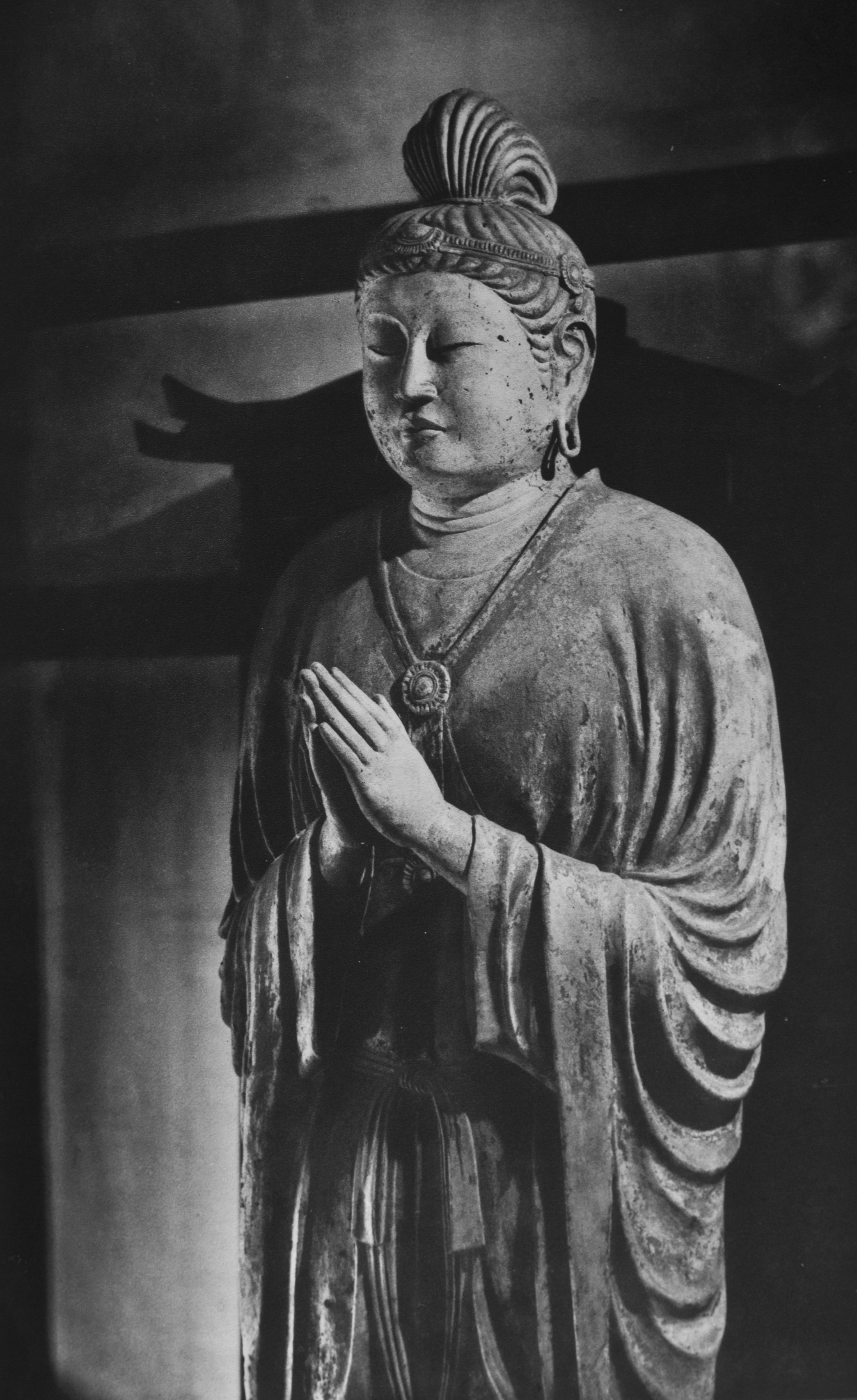
伝・月光菩薩（がっこうぼさつ）像

東大寺法華堂（とうだいじほっけどう）は、奈良県奈良市の東大寺にある奈良時代（8世紀）建立の仏堂である。一般に三月堂（）として知られる。日本の国宝に指定されている。東大寺に現存する数少ない奈良時代建築の1つであり、堂内に安置する10体の仏像も奈良時代の作である。

## 概要
「三月堂」の通称で知られる法華堂は、東大寺境内東方の丘陵部に位置する、不空羂索観音立像を本尊とする仏堂である。東大寺は広大な境内を有するが、このうち法華堂が位置する東方丘陵部の一画を「上院」（）と称し、法華堂のほか、「お水取り」で知られる二月堂、東大寺開山の良弁の像を祀る開山堂など、多くの建物がある。この付近は大仏開眼（752年）以前から、東大寺の前身寺院があった場所で、法華堂はその主要堂宇の1つであった。
東大寺では、治承4年（1180年）の平重衡の兵火と、永禄10年（1567年）の三好・松永の兵乱とにより、創建当時の建物の多くが失われた。東大寺に現存する奈良時代の建物としては（、てがいもん）と本坊経庫などの校倉（）があるが、奈良時代建立の仏堂で現存するものは法華堂のみである。法華堂は奈良時代仏堂の数少ない現存例として貴重であり、安置される仏像群とともに天平盛期の文化を今日に伝えている。仏像群のなかでは本尊の不空羂索観音立像（）、執金剛神立像（）などが著名である。
「法華堂」の名称、及び「三月堂」の通称の由来については、「毎年3月、この堂において法華会（）という行事が営まれるからである」と一般には説明されている。しかし、法華会の行事は平安時代後期の11世紀には法華堂ではなく講堂で行われるように変更されている。元和4年（1618年）からは再び法華堂で法華会が行われるようになったが、その実施時期も3月ではなく11月であった。そして、現在は法華会自体行われなくなっている。

## 創建
法華堂は、不空羂索観音を本尊とすることから、古くは「羂索堂」と称し、周囲の付属建物を含めて「羂索院」と称された。『東大寺要録』「諸院章」には、「羂索院」は天平5年（733年）、良弁が不空羂索観音を本尊として創建したものであると記されている。実際の創建時期については、かつては天平年間の後半（740年代）とされていたが、年輪年代調査の進展等により、『東大寺要録』のいう天平5年（733年）に近い頃の建立とする説もある。
正倉院に「東大寺山堺四至図」（）という、東大寺の寺域を表した絵図があるが、これを見ると現法華堂の位置に「羂索堂」の存在が明記されており、絵図が作成された天平勝宝8歳（756年）の時点でこの堂が「羂索堂」と呼ばれ、東大寺の主要堂宇の1つであったことがわかる。法華堂（羂索堂）の正確な創建年次については研究者によって意見が異なるが、大仏開眼（天平勝宝4年・752年）にやや先立つ8世紀第2四半期の建立であり、東大寺の前身寺院である金鐘寺（）に属した仏堂であって、本尊像も同じ頃の造立であるということは大筋で認められている。
東大寺境内東方の春日山麓には東大寺と関係の深い複数の寺院が存在した。前出の金鐘寺（金鐘山房）とは別に、光明皇后の発願で春日山西麓に建立された福寿寺という寺院の存在も知られている。金鐘寺の存在を示す史料としては、天平11年（739年）の正倉院文書（大日本古文書2 - 352）に「金鐘山房」とみえるのが古い例である。この金鐘山房の起源について、家永三郎は神亀5年（728年）に聖武天皇によって創建されたとする。家永は、『続日本紀』神亀5年11月3日条に「従四位下智努王（）を以って造山房司長官となす」とある記述に注目し、これは、同年9月に生後1年未満で死去した皇太子基王の追善のため、父の聖武天皇が「山房」を造らせたことを意味し、これが「金鐘山房」にあたると推論した。『東大寺要録』が引用する天平14年（742年）7月14日付けの太政官符には「金光明寺と称（）う。本名金鐘寺」との記載があり、前年の天平13年に聖武天皇が発した国分寺・国分尼寺造立の詔を受けて、金鐘寺が大和国の国分寺（金光明寺）と位置付けられたことが窺われる。
金鐘山房（金鐘寺）・福寿寺・金光明寺の関係については諸説あり、金鐘寺の正確な位置、福寿寺との関係などの具体的実態については、いまだ不明の部分が多い。金鐘山房（金鐘寺）の位置については、出土瓦等から、東大寺二月堂の北方に位置する丸山西遺跡をそれにあてる説が有力視されている。一方、福寿寺は上院地区（二月堂、法華堂付近）にあり、これが「山房」と併せて金鐘寺と称されるようになり、天平14年頃には大和国の国分寺として金光明寺とも称されていた、というのが一般的な理解である。法華堂はこれらの前身寺院に属した仏堂であったと推定され、金光明寺の金堂であったとする説もある。
昭和46年（1971年）から翌年にかけて、法華堂の屋根修理に際し、使用されている瓦を調査したところ、天平12年（740年）から同15年まで用いられた恭仁京所用瓦と同じ様式の、文字刻印入りの瓦が多数発見された。これにより、法華堂の建立年代をこの時期に求める説がある。一方、正倉院に残る天平19年（747年）正月8日付の文書には、金光明寺造物所が「羂索菩薩」の「光柄及び花蕚」用に「鉄二十挺」を申請したことがみえる。この文書を最初に取り上げたのは美術史家の源豊宗で、彼はこの記述を法華堂本尊不空羂索観音像の光背と台座用の注文とみなし、天平19年（747年）には本尊像がなお制作中であったことの傍証であるとした。

## 建築

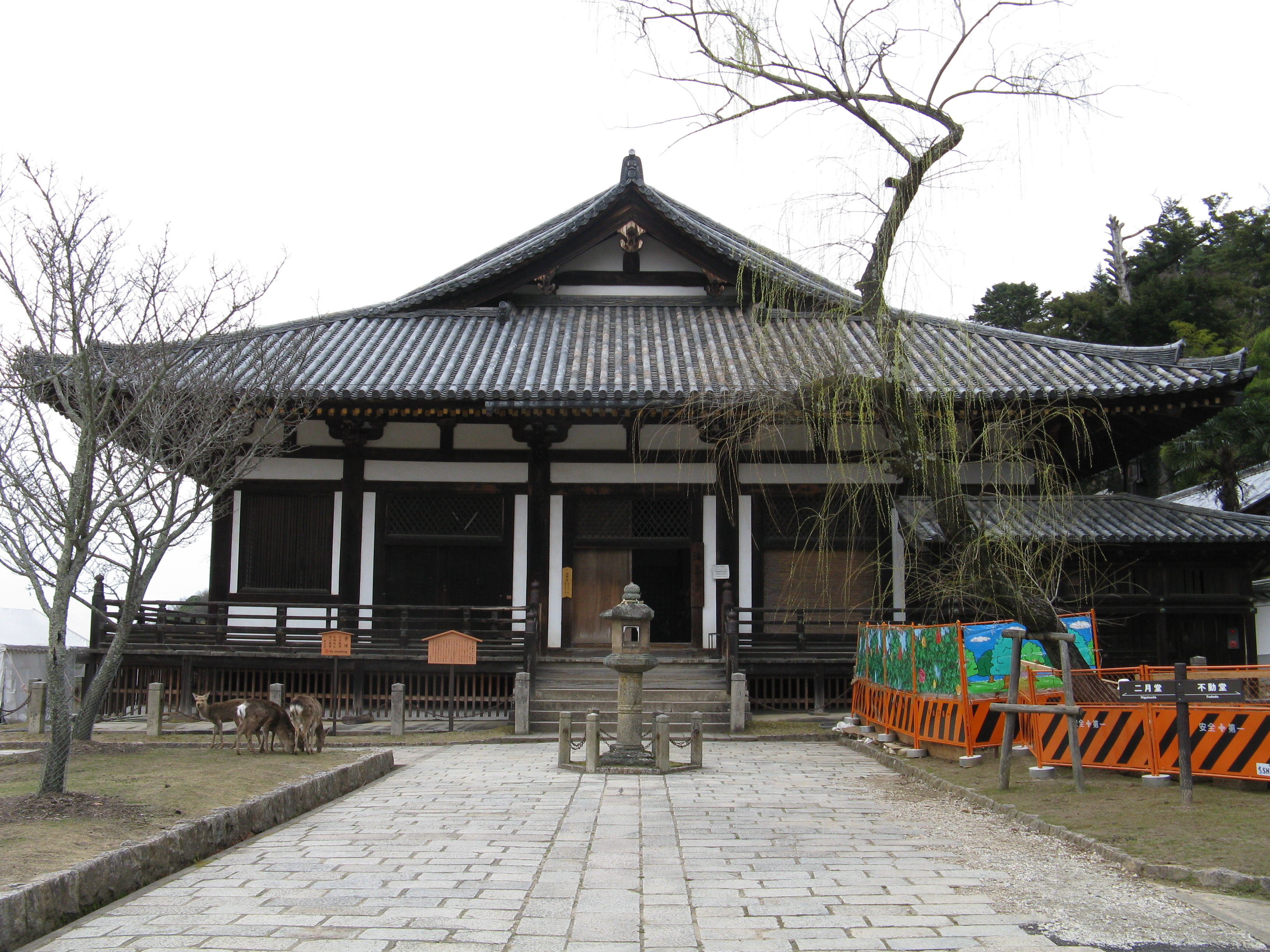
正面（礼堂）、手前に重要文化財の石灯籠がある

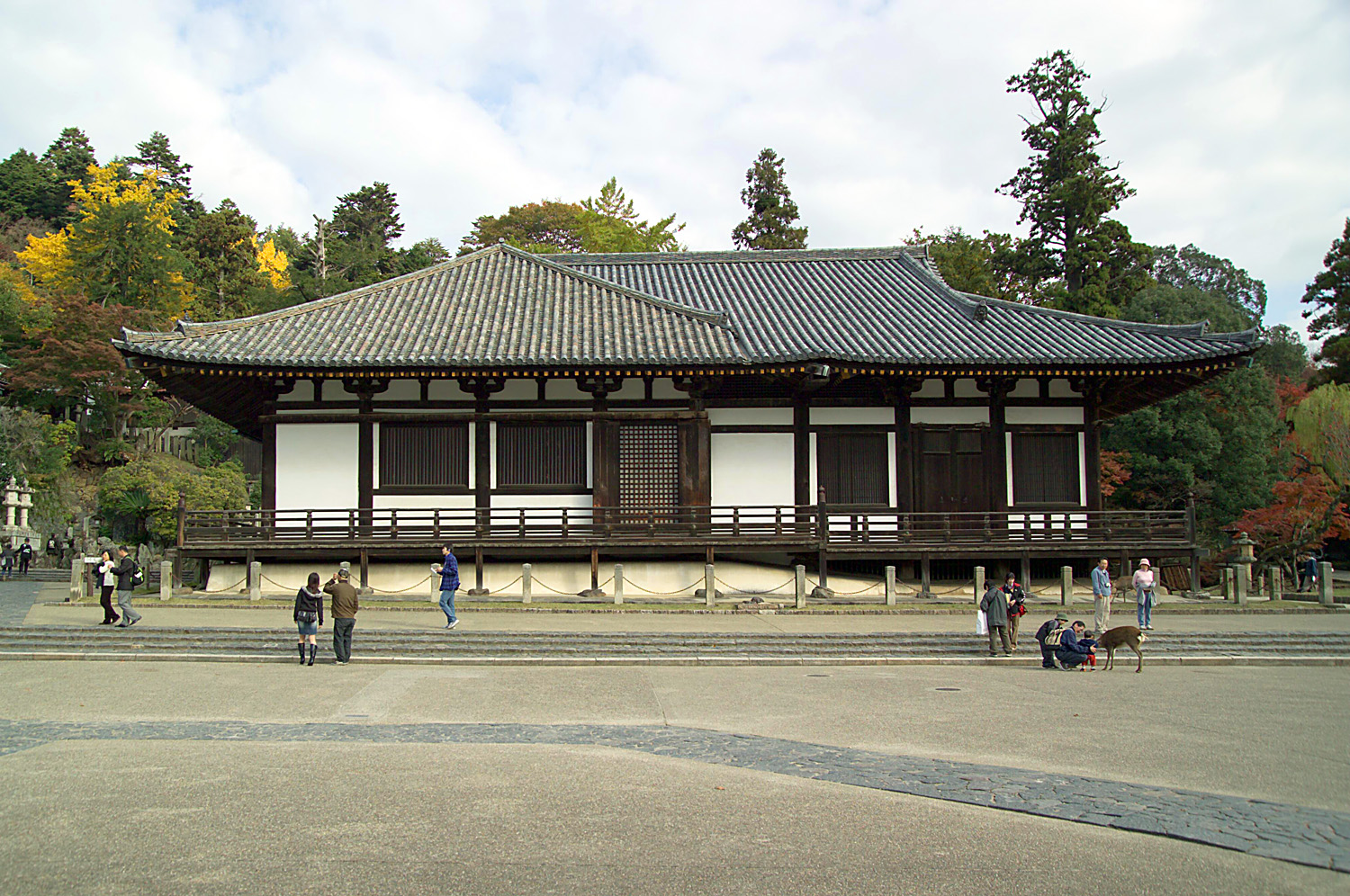
西側面

法華堂は東大寺大仏殿東方の丘陵地に、南を正面として建つ。平面規模は正面5間・奥行8間である。奥行8間のうち、後方の4間分が本尊をはじめとする諸仏を安置する正堂（）、手前の2間分が礼堂（）であり、これらの中間の2間は両者をつなぐ「造り合い」と呼ばれる部分である。なお、ここでいう「間」は長さの単位ではなく、柱間の数を表す社寺建築用語である。正堂部分のみが奈良時代の建築で、礼堂は鎌倉時代に付加されたものであるが、正堂の部材に残る痕跡から、奈良時代にもすでに礼堂が存在していたことがわかり、当初は正堂と、別棟の礼堂が前後に並び建つ双堂（）形式の仏堂であったと推定されている。
正堂は寄棟造、平入り。礼堂は入母屋造、妻入り。ともに本瓦葺きとする。組物は出組（一手先）。正堂の建立時期には諸説あるが、前述のようにおおむね天平年間の末期、8世紀半ばの建築と考えられている。現存する礼堂が付加された時期については、棟札の記載を根拠に正治元年（1199年）とする説と、大瓶束（）の刻銘をもとに文永元年（1264年）とする説があるが、いずれにしても礼堂部分は鎌倉時代の建立である。
大仏殿方面から坂道を上ってくると、法華堂の正面ではなく西側面が目に入る。写真集などで見かける法華堂の写真も西側面を撮影したものが多い。西側から見た場合、向かって左半分（北側）の4間分が奈良時代、右半分の4間分（南側）が鎌倉時代の建築である。右端から数えて4本目の柱の上には組物がなく、代わりに実用上は必要のない雨樋が入っている。これは、正堂と礼堂が本来別棟で、ここに雨樋があった名残である。北側の奈良時代の部分には長押を用いているのに対し、南側の鎌倉時代の部分では長押より一段下がった位置に貫が用いられている。奈良時代の部分と鎌倉時代の部分とでは、柱上の組物の形態にも時代様式の差がみられる。すなわち、奈良時代の組物は斗のせいが高く、肘木の曲線はゆるやかであるのに対し、鎌倉時代の組物は斗のせいが低く、肘木の曲線は急になり、大仏様の木鼻が付く。組物と組物の間の中備（）には間斗束（）を上下2段に配置するのも奈良時代建築の特色で、この点は礼堂部分でも踏襲されている。軒裏の垂木は、写真では一軒（）のように見えるが、地垂木と飛檐（）垂木からなる二軒（）である。ただし、正倉院など奈良時代の他の建物では地垂木を断面円形、飛檐垂木を断面四角形の「地円飛角」とするものが多いのに対し、法華堂の垂木はすべて角垂木である。
堂内に入ると、礼堂側の奥行3間分（造り合いの前半部含む）は板張りの床とするのに対し、正堂側の奥行5間分は土間とし、正面3間、奥行2間の身舎（）部分一杯に須弥壇を構える。ただし、部材に残る痕跡から、創建当初は正堂部分にも床が張られていたことが浅野清の調査で判明している。奈良時代の仏堂は床を土間とするのが通例で、全面板敷とするのは珍しい。
正堂の身舎は各柱上に出組の組物を置き、その上に支輪を立ち上げ、折上格天井（）とする。格天井の下に梁行方向に虹梁（）を渡す点、支輪が後世のもののように曲面にならず直材に近い点などは奈良時代の特色である。格天井の中央と左右には計3面の天蓋（倒蓮華）がある。これは中央の大きな蓮華形の周囲に放射状に8個の蓮華を配したもので、計9個の蓮華の中央にはそれぞれ銅鏡を嵌め込む。3個の天蓋のうち中央のものは後補である。
法華堂は明治30年（1897年）12月28日、古社寺保存法に基づき当時の国宝（文化財保護法下の「重要文化財」に相当）に指定された。同日付けの指定は古社寺保存法に基づく国宝指定の最初のものであり、東大寺では他に南大門と鐘楼が同日付けで指定された。昭和26年（1951年）6月9日には文化財保護法に基づく国宝に指定された。

### 周辺の関連文化財
- 法華堂手水屋（重要文化財） - 法華堂の裏手（東側）に位置する。切妻造、本瓦葺き。桁行7間、梁間3間。建武2年（1335年）建立。
- 法華堂北門（重要文化財） - 法華堂の北、二月堂側へ通じる四脚門。延応2年（1240年）建立。
- 法華堂経庫（重要文化財） - 法華堂の南方に建つ校倉造倉庫。平安時代初期。道を挟んですぐ南にあるもう1棟の校倉は、東大寺鎮守の手向山八幡宮（）の宝庫である。
- 石燈籠（重要文化財） - 法華堂南正面に立つ。建長6年（1254年）伊行末の銘がある。

## 仏像

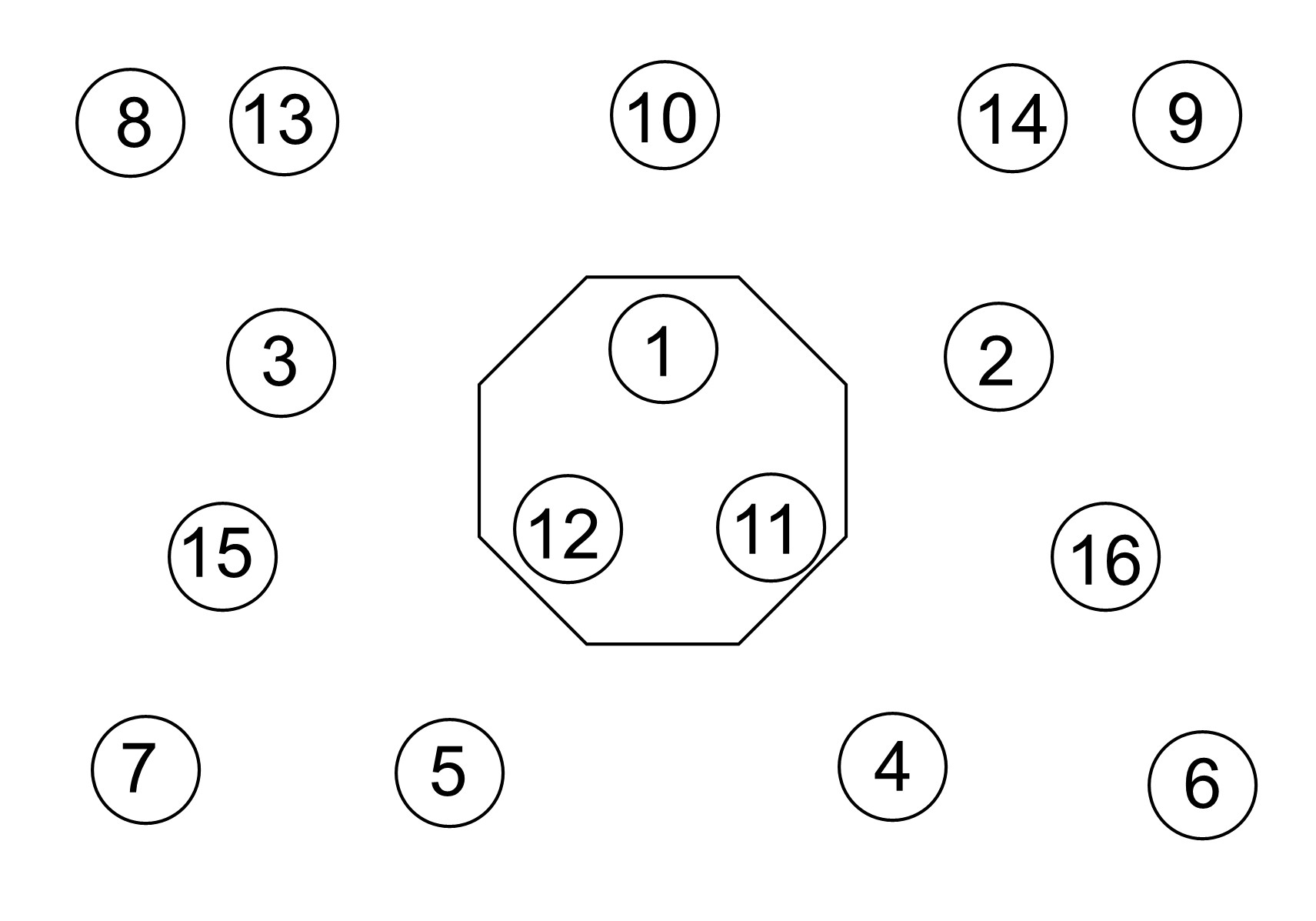
堂内仏像配置図（2011年以前の安置状況、太字は現・安置像）1.不空羂索観音、2.梵天、3.帝釈天、4.金剛力士（吽形）（密迹力士）、5.金剛力士（阿形）、6.四天王のうち持国天、7.四天王のうち増長天、8.四天王のうち広目天、9.四天王のうち多聞天、10.執金剛神、11.伝・日光菩薩、12.伝・月光菩薩、13.吉祥天、14.弁才天、15.地蔵菩薩、16.不動明王二童子

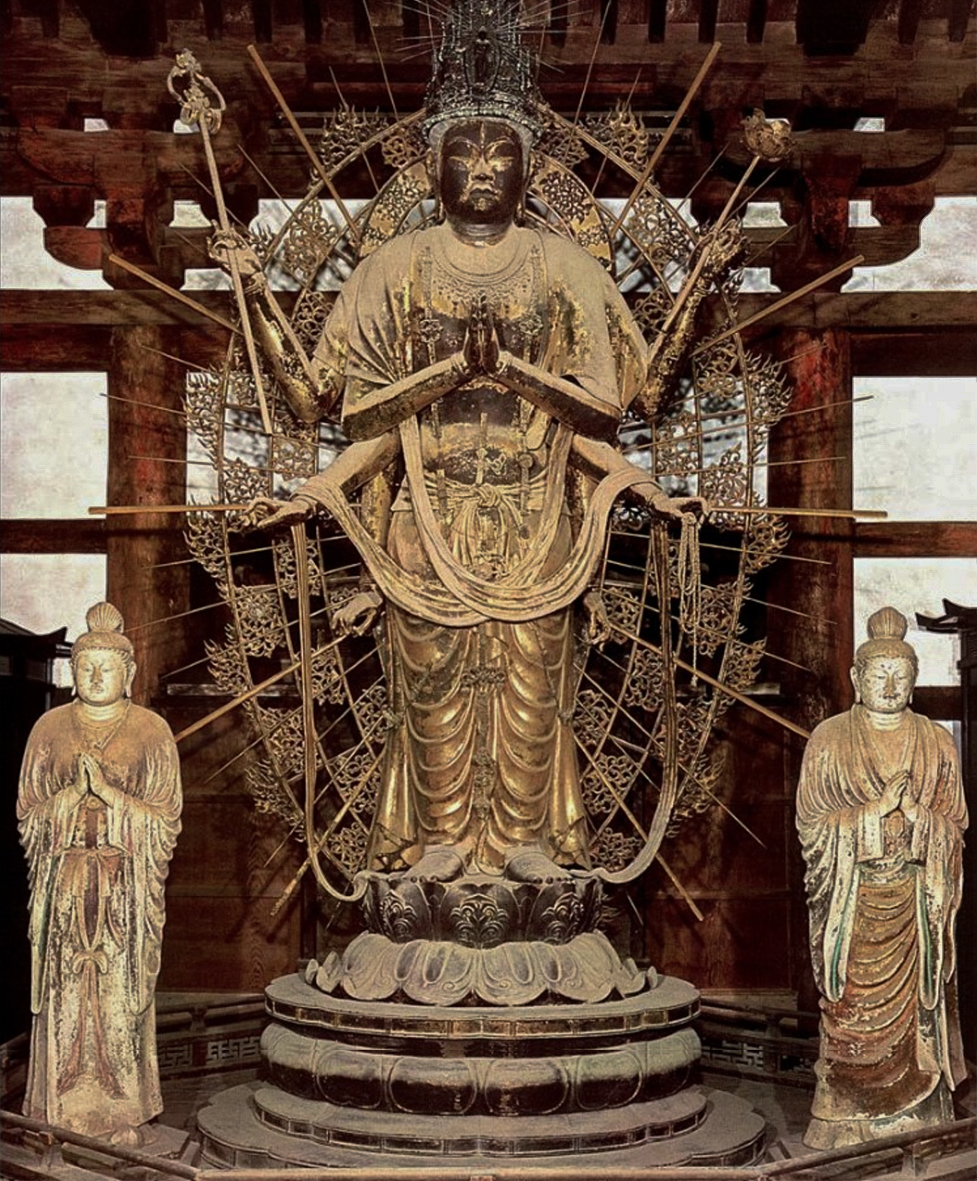
不空羂索観音像と日光・月光菩薩像（2011年以前の安置状況）

堂内には21世紀初頭まで多数の仏像が安置されていたが、2011年の東大寺ミュージアム開館に際し、一部の仏像は同ミュージアムに移動されている。同ミュージアム開館以前の法華堂内の仏像の配置は次のとおりであった。すなわち、内陣中央の八角二重の仏壇上には中央に不空羂索観音像（乾漆）、その左右に日光菩薩・月光菩薩像（塑造）が立つ。八角仏壇の左右には梵天・帝釈天像（乾漆）が立ち、この両像の手前、やや本尊寄りの位置には一対の金剛力士像（乾漆）が、須弥壇の四隅には四天王像（乾漆）が立つ。このほか、本尊の後方左右には吉祥天・弁才天像（塑造）を安置し、梵天像の手前には不動明王二童子像（木造）、帝釈天像の手前には地蔵菩薩坐像（木造）がある。さらに本尊の背後に置かれた厨子には執金剛神像（塑造）を北向きに安置する。これら18体の仏像のうち、木彫の地蔵菩薩坐像と不動明王二童子像は中世の作品だが、残りの14体は奈良時代の制作である。これら14体のうち、本尊を含め、比較的像高の大きい9体は麻布を漆で貼り合わせて造形した脱活乾漆造、残り5体は塑造である。執金剛神像は秘仏で、開扉は毎年12月16日（開山良弁の忌日）のみである。
他に類例のない尊像構成のため、その典拠や、いずれの像が法華堂の当初像であるかについては諸説ある。奈良時代の像のうち、吉祥天・弁才天像が他の堂からの客仏であることは定説となっており、その他の像については、材質や像高の違いから、本尊を含む乾漆像9体が法華堂本来の像で、塑造の伝日光・月光菩薩像は他の堂から移されたものとする説と、逆に伝日光・月光菩薩像の方が当初の安置仏だとする説があった。本尊背後の執金剛神像については、『不空羂索神変真言経』の所説に基づき、本尊とセットで造立されたとする説と、他の堂から移されたとする説があった。1996年に、本尊が立つ八角二重の壇を精査したところ、二重壇の下段に八角形の台座が置かれていた痕跡が6か所確認され、これらは伝日光・月光菩薩像と現在、東大寺戒壇院にある四天王像（塑造）の計6体の台座跡とみなされている。以上のことから、法華堂の当初の安置仏は不空羂索観音像（乾漆）、日光菩薩・月光菩薩像（本来の像名は「梵天・帝釈天」か）、四天王像（現・戒壇院所在）、執金剛神像であったと考えられるに至っている。
2011年以降、日光菩薩像、月光菩薩像、吉祥天像、弁才天像、不動明王二童子像、地蔵菩薩像は法華堂から免震装置を備えた東大寺ミュージアムに移され、堂内に安置される仏像は10体となっている（不空羂索観音像、梵天・帝釈天像、金剛力士像（一対）、四天王像、執金剛神像）。堂内須弥壇の修理のため、法華堂の内部は2011年8月から非公開となり、本尊の不空羂索観音像も一時的に東大寺ミュージアムに移されていたが、2013年5月18日から公開が再開された。

### 現在の安置仏

#### 不空羂索観音立像

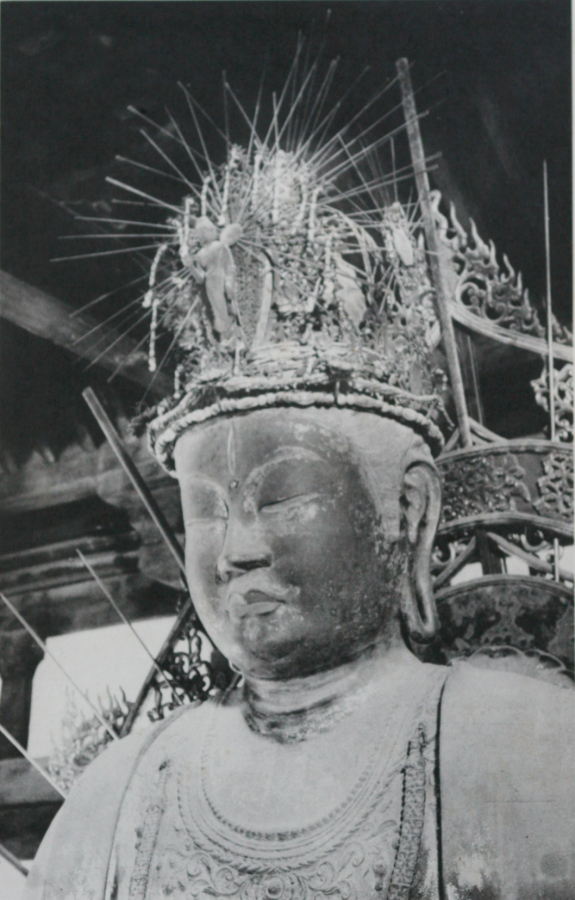
不空羂索観音 頭部

国宝。脱活乾漆造。像高362.0センチメートル。天平時代を代表する仏像彫刻の1つに数えられている。須弥壇中央部、八角形二段の壇上に立つ。この壇は「黒漆八角二重壇 1基」として、国宝の附（）指定になっている（2010年追加指定）。像は三目八臂で額に縦に第三の眼を有する。8本の腕のうち2本は胸前で合掌し、両掌の間に水晶珠を挟む。残りの6本の腕のうち、下方に伸ばした2本には持物（）はない。他の4本の手のうち左第1手には蓮華、左第2手には羂索、右第1手には錫杖をそれぞれ持つが、これらの持物はいずれも後補である。右第2手の持物は失われているが、他の不空羂索観音の造像例からみて、払子を持っていたものと思われる。左肩から腕にかかる布状のものは経典の記述に基づき、鹿革を表したものである。六重の台座は当初のものである。木造透彫の光背は、蓮弁形の枠に48本の光条を配したもので造像当初のものであるが、現状ではこの光背は本来の位置よりかなり下方にずれて取り付けられており、本来は頭光（、光背上部の円形部）の中心が像の頭部の真後に来なければならない。これについては、元来あった光背の基礎部分が失われたためではないかといわれている。像は全身に漆箔を施し、光背や宝冠には多数の光条を付けるなど、光り輝くイメージを強調している。
不空羂索観音は密教系の変化観音であり、経典にはこの観音を摩醯首羅天（、マヘーシュヴァラ）と同体であると説く。摩醯首羅天は大自在天とも称し、バラモン教のシヴァ神を起源とする。不空羂索の「不空」とは「空（）しからず」の意であり、「羂索」は手に持つ縄（元来は狩猟用具）を指す。つまり、あらゆる衆生をもれなく救う観音との意である。不空羂索観音について説く主要経典は『不空羂索神変真言経』及び『不空羂索神呪心経』で、いずれも天平7年（735年）唐から帰国した玄昉がもたらしたものである。不空羂索観音を三目八臂に造ることは経典に明記されないが、経典に不空羂索観音は「摩醯首羅天のごとし」とあることをもって、摩醯首羅天（大自在天）と同じ三目八臂の姿としたものといわれている。
法華堂本尊像の造像の経緯については、直接記す同時代史料がなく、詳細は不明である。先に言及した天平19年（747年）正月8日付の正倉院文書をもとに、同年頃の完成とみる意見がある一方、天平12年（740年）、藤原広嗣の乱平定のため、国ごとに観音像を造らせたことを契機として造像されたとする説もある。いずれの説をとるにしても、不空羂索観音の呪術的威力に期待した造像であったとみなされる。前者の天平19年頃完成説を取れば、本像の制作は東大寺大仏開眼の直前であり、この観音の力によって、大仏造立を無事成就させようとの意図があったと推測されている。像が立つ八角二重の須弥壇は、年輪年代調査の結果、729年に伐採された木材が使用されていることが判明し、この年代を像自体の制作年代と関連づけようとする考えも出てきている。
なお、本像の頭上にある銀製の宝冠も、奈良時代の工芸遺品として価値の高いもので、世界三大宝冠のひとつに数えられている。宝冠は高さ88センチメートル。銀の延板製の輪を3段重ねた上にやはり銀の延板で籠状の構造を作る。この骨組の各所に銀製宝相華透彫の板を取り付け、頂上部には火焔宝珠、正面には銀製の阿弥陀の化仏、左右には銀製の竿の上に六稜鏡を取り付ける。さらにこれら全体を2万数千個を超えるコハク、ヒスイ、瑠璃、真珠、水晶などの宝石類で装飾している。各所の飾板は透彫に加えて鋤彫（）で細かく文様を表す。宝冠の正面に阿弥陀如来の化仏を付けるのは観音像の図像的特色であるが、この宝冠に付けられた化仏は銀製の仏像の作例として稀有のものである。本像が立つ須弥壇は、「黒漆八角二重壇」の名称で、国宝の附（）として指定されている。

#### 梵天・帝釈天立像

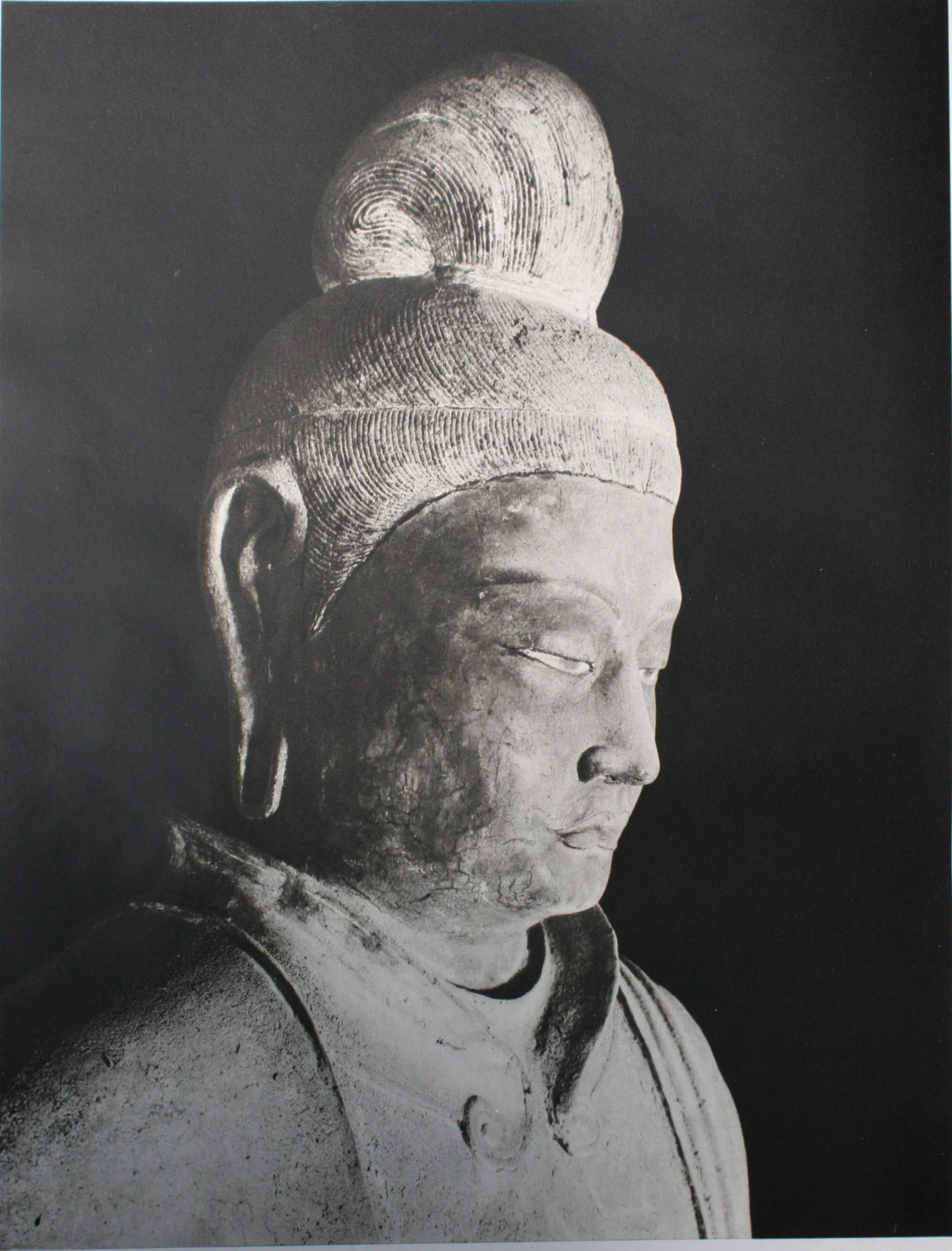
梵天 頭部

国宝。脱活乾漆造。像高は梵天が402.0センチメートル、帝釈天が403.0センチメートル。本尊の立つ八角仏壇の左右に立つ。技法的には本尊と同じく乾漆造である。本尊の左方（拝観者から見て向かって右）が梵天像、右方（向かって左）が帝釈天像である。梵天は左手に経巻を持つが、帝釈天には持物はない。梵天は大衣（）を着け、下半身にはY字状の衣文を表し、大衣の下には甲（）の胸当ての部分が見えている。これに対して帝釈天は甲と大衣を着けず、下半身には衣文を表さず、寛衣（）という、カーディガンのような前開きの衣を羽織っている。両像の表面の彩色はほとんど後補のものである。梵天と帝釈天を一対で安置する場合、通常は甲を着けた像の方を帝釈天、甲を着けない像を梵天と呼ぶが、法華堂の場合は逆になっている。このように、甲を着ける像を左方（向かって右）に配置する例は東大寺蔵の倶舎曼荼羅図（平安時代、国宝）や、戒壇院厨子扉絵（鎌倉時代の模写が奈良国立博物館にある）などにもみられる。したがって、本来は左方像が帝釈天、右方の着甲像が梵天であったものが、後世に名称だけ入れ替わった可能性もある。

#### 金剛力士立像（2体）

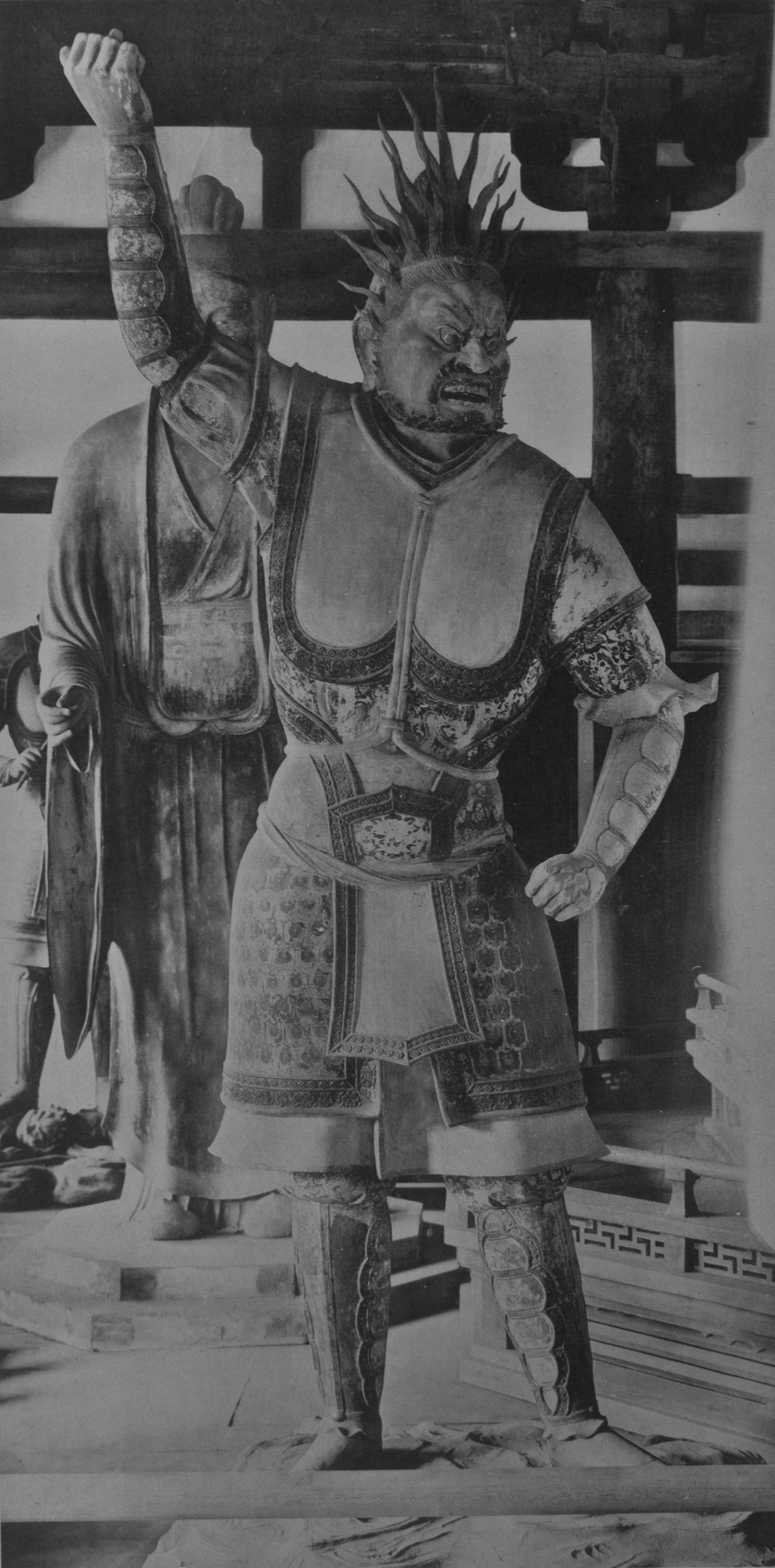
金剛力士（阿形）

国宝。脱活乾漆造。像高は阿形像326.4センチメートル、吽形像306.0センチメートル。金剛力士とはいわゆる「仁王」のことだが、寺院の山門などに安置される仁王像が一般に上半身裸形であるのに対し、法華堂の金剛力士像は甲と籠手を着けた武装像である。向かって左が開口の阿形（）、右が閉口の吽形（）である。阿形像は髪を逆立て、右手を振り上げ、金剛杵（亡失）を構える。吽形像は胸前に金剛杵を構える。阿形像を金剛力士、吽形像を密迹力士（）と呼び分ける場合もある。両像とも甲などに造像当時の彩色文様が比較的よく残っている。金剛力士を一対の像として造る場合、通常は向かって右に阿形、左に吽形を配置するが、法華堂像の場合は配置が左右逆である。このように阿形像を向かって左に配する例としては長谷寺の銅板法華説相図（奈良時代、国宝）に表された金剛力士像や、東大寺南大門の金剛力士像（鎌倉時代、運慶等作、国宝）などがある。

#### 四天王立像

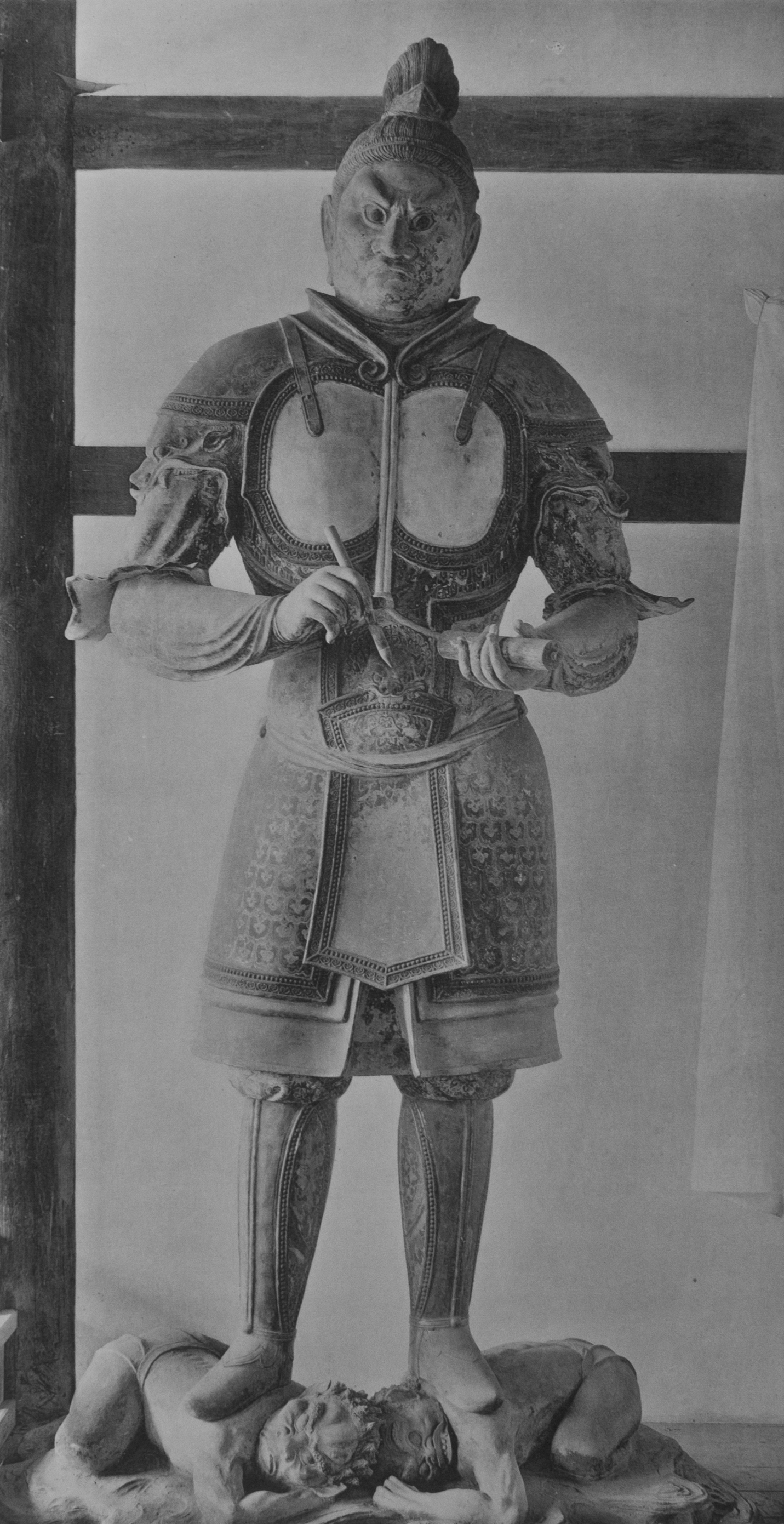
四天王（広目天）

国宝。脱活乾漆造。像高は持国天が309センチメートル、増長天が300センチメートル、広目天が304センチメートル、多聞天が310センチメートルである。須弥壇の東南に持国天、西南に増長天、西北に広目天、東北に多聞天を配するが、これは他の寺院でも共通の一般的配置である。持国天は右手で三叉戟（）を支え、左手は腰にあてる。増長天は両手で三叉戟を支え、4体の中で唯一冑（）を被る。広目天は右手に筆（亡失）、左手に経巻を持つ。多聞天は右手で三叉戟を支え、左手の持物は亡失しているが、おそらく宝塔を捧げ持っていた。4体のポーズや表情には群像としての変化をつける意図がみえる。身のこなしにぎごちない点がみられるが、内部が中空の乾漆像であるため、長年の間に像にゆがみが生じたとも考えられる。金剛力士像と同様、甲などの各所に当初の彩色文様が残る。

#### 執金剛神立像

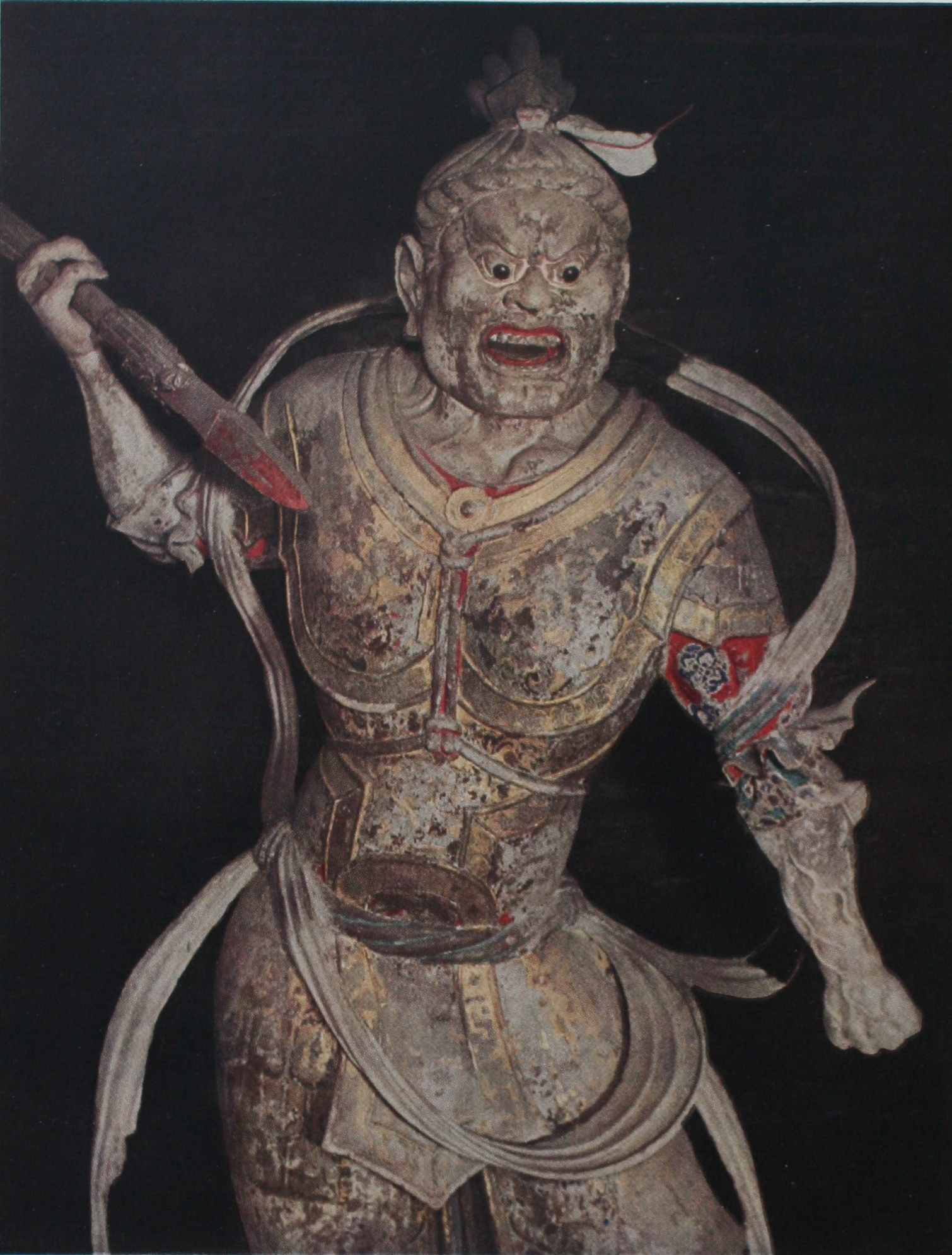
執金剛神像

国宝。塑造。像高170.4センチメートル。本尊背後の厨子に安置され、毎年1２月16日の開山忌にのみ開扉される秘仏である。なお、厨子は「漆塗厨子 1基」の名称で、国宝の附（）指定となっている（2010年追加指定）。執金剛神とはサンスクリットのヴァジュラパーニ（金剛杵をもつ者）の漢訳で、寺院の山門の左右に立つ金剛力士（仁王）と起源を同じくするが、一対ではなく単独の像として表されたものである。寺院の門で見かける仁王像が上半身裸形であるのとは異なり、本像は唐風の甲（）をまとい、両目を見開き、口を開いて怒号するさまを表す。右手は肩の辺まで上げ、仏敵や煩悩を打ち砕く金剛杵を構え、左手は下げて拳を固く握る。籠手を着けていないため、肘から先があらわになっており、左腕に血管の浮き出ているさまが描写されている。長年秘仏であったため、当初の彩色が良好に保存されている。上腕部の衣には朱、緑青、群青の地に宝相華文を表し、甲は胸当てに瑞雲文、下甲に宝相華唐草、下半身の甲の小札（）には1枚おきに対葉花文と孔雀羽文を表す。
『東大寺要録』「諸院章」の羂索院の項には、同院は「天平5年、良弁僧正が不空羂索観音を本尊として創建したもので、後には等身の執金剛神像を安置し、これは僧正の本尊である」という意味の記載がある。ただしこれは創建と同時代の記録ではなく、本像が当初から不空羂索観音像とセットで造像されたか否かは不明である。『日本霊異記』にはこの像に関する説話を載せる。それによると、金鷲優婆塞（）は山寺に1体の執金剛神の塑像を安置し、この像の脛に縄を結んで日夜修行に励んでいた。そうしたところ、像の脛から不思議な光を発し、それが宮中にまで届いた。時の聖武天皇は金鷲優婆塞の日頃の精進を称え、正式の出家を許した。今、その像は羂索堂の「北戸」にある、という。この「金鷲優婆塞」は東大寺開山の良弁を指すとみられる。この説話からは、平安時代初期にはすでに執金剛神像を良弁ゆかりの像とする伝承が存在したことがわかり、「北戸」という表現は、像が現在と同じく法華堂本尊の背後に安置されていたことを示唆している。
元慶年間（938年 - 947年）の平将門の乱の際、執金剛神像の元結が蜂となって飛び去り、将門を刺して乱を平定に導いたという伝説もあり、『東大寺要録』などに載せられている。たしかに、本像の頭上の髻（）を結ぶ元結のうち、向かって左の半分は欠失して、芯の銅線が露出している。
執金剛神像の厨子の前の2本の柱に取り付けられている鉄釣燈籠一対は鎌倉時代の作で、重要文化財に指定されている。この燈籠にも上記伝説に基づき蜂がデザインされている。本像を納める厨子は、「漆塗厨子 1基」の名称で、国宝の附（）として指定されている。

### 旧安置仏

#### （伝）日光・月光菩薩立像

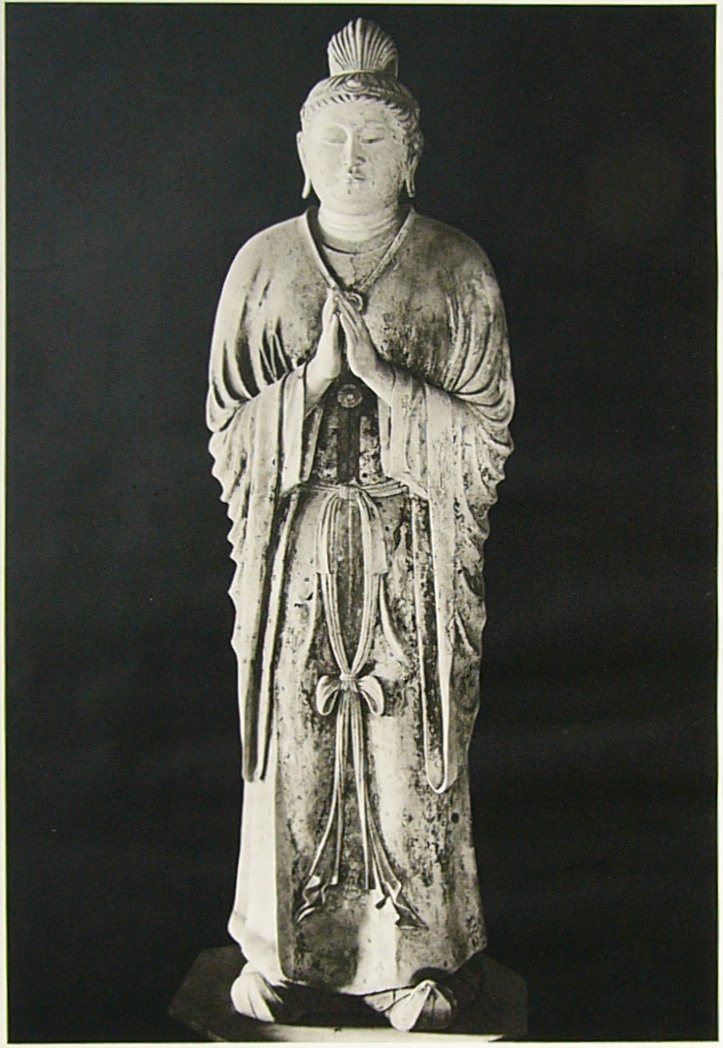
月光菩薩像

国宝。塑造。国宝指定名称は「塑造日光仏 月光仏立像」。像高は伝・日光菩薩が207.2センチメートル、伝・月光菩薩が204.8センチメートル。本尊が立つ八角仏壇上の左右に脇侍のように立っていた像で、2011年より東大寺ミュージアムに安置されている。亀井勝一郎が『大和古寺風物詩』で絶賛しているのをはじめ、古来多くの古美術愛好家に親しまれた像であるが、その伝来は不明であり、「日光・月光菩薩」という名称も本来のものではない。「日光・月光菩薩」とは、本来は薬師如来の脇侍であり、観音像の脇侍として日光・月光菩薩を安置する例は他にみない。これらの像を「日光・月光菩薩」とするのは元禄年間 (1688年 - 1704年)の『東大寺諸伽藍略録』が初出である。本来の像名については梵天・帝釈天ともいわれるが、法華堂の像の服装は菩薩像とも天部像とも異なる俗形であり、正確な名称は未詳である。
伝・日光菩薩像は上半身、下半身ともに大ぶりの衣文を表すのに対し、伝・月光菩薩像は下半身にはほとんど衣文を表さず、腰から両脚前面に垂れた、結び目のある帯を大きく表している。像が全体に白く見えるのは、当初の彩色が落ち、雲母を混ぜた仕上げ土が露出しているためである。造像当初は朱と緑青を主とした繧繝彩色（）や截金文様で彩られていたもので、両像の袖の内側の緑青などにわずかに当初の彩色が残る。

この日光・月光菩薩像と戒壇院の四天王像の塑像6体を本来の一具とみなし、不空羂索観音像、日光・月光菩薩像、四天王像が法華堂の本来の安置仏だったとする説は古くからあった。前述のように、不空羂索観音像が立つ八角二重壇上の台座痕跡などから、この壇上には不空羂索観音像を取り囲むように日光・月光菩薩像と四天王像（現戒壇院）が安置され、壇の背後に執金剛神像が立つのが本来の仏像配置であったとみられる。

#### 吉祥天・弁才天立像
重要文化財。塑造。像高は吉祥天が202センチメートル、弁才天が219センチメートル。2011年より東大寺ミュージアムに安置されている（ただし、吉祥天像は2011年現在修理中）。この2像は、天暦8年（954年）に焼失した、東大寺の吉祥院から法華堂に移されたものとするのが定説である。弁才天は後世しばしば造られた2臂像ではなく、8臂の立像である。両像とも破損が激しく、特に弁才天像は顔面などの塑土がはげ落ち、8臂の配置も乱れて、制作当初の像容を想像することは困難であった。同像は、平成4年（1992年）から同7年にかけて、塑像としては異例の全面解体修理が行われ、当初の像容を取り戻している。吉祥天像も破損は激しいが、日本最古級の吉祥天像として貴重である。なお、弁才天像の復元模造が奈良国立博物館新館1階ロビーに展示されている。

#### 地蔵菩薩坐像・不動明王二童子像
両像とも重要文化財。木造地蔵菩薩坐像は鎌倉時代、木造不動明王二童子像は南北朝時代の作。不動明王二童子像は法華堂で近世末期まで行われていた「千日不断花」という1000日間にわたり花を供える行法の本尊で、その足元に制多迦童子と矜羯羅童子の2体の童子像がある。
現在は東大寺ミュージアムに安置されている「試みの大仏」の通称がある木造弥勒仏坐像（平安時代初期、重要文化財）も元は法華堂に安置されていたものである。

### 関連文化財
- 木造天蓋 3面

法華堂の須弥壇上の天井に取り付けられたもので、東西の2面が奈良時代の作、中央のものは鎌倉時代の作である。中央の大蓮華の周囲八方に小蓮華を取り付けた形式で、正倉院文書にある「倒蓮華」とは、この種の天蓋を指すものと考えられている。雲崗石窟などに同種の天蓋（倒蓮華）がみえるが、日本において奈良時代にさかのぼるこの種天蓋として唯一の例である。2011年に彫刻部門の重要文化財に指定されている。
- 法華堂根本曼荼羅図（ボストン美術館蔵）

もと法華堂に伝来し、主要な法会の本尊となっていた画像である。明治17年（1884年）に日本美術の収集家として知られるウィリアム・スタージス・ビゲローが入手し、1911年に米国ボストン美術館に寄贈された。麻布著色。現存部のサイズは107.1×143.5センチメートル。朱衣の釈迦像を中心に左右に諸菩薩、釈迦の頭上には天蓋を表す。図像的には「釈迦霊鷲山説法図」と称すべきものである。かつて唐からの舶載品と考えられていたが、現在は奈良時代・8世紀頃の日本製とみなされている。画面の下部は久安4年（1148年）の修理以前に欠失し、現存部分にも図様の失われている部分が多いが、赤外線調査で残存図様が確認された。数少ない奈良時代仏画の遺品として傑出して貴重である。